# Palladium(II)-sulfid
Palladium(II)-sulfid ist eine chemische Verbindung der Elemente Palladium und Schwefel. Es ist ein braunes Salz, das sich bei 950 °C zersetzt.

## Vorkommen
Palladium(II)-sulfid kommt in der Natur als Mineral mit dem Namen Vysotskit vor.

## Gewinnung und Darstellung
Palladium(II)-sulfid kann aus den Elementen gewonnen werden:
{\displaystyle \mathrm {Pd+S\longrightarrow PdS} }
Beim Erwärmen von Palladium mit Schwefel bildet sich beim Molverhältnis 1:1 Palladium(II)-sulfid.
Man kann es auch durch Versetzen von Palladium(II)-Salzlösungen mit Schwefelwasserstoff erhalten (hier als Beispiel Palladium(II)-chlorid):
{\displaystyle \mathrm {PdCl_{2}+H_{2}S\longrightarrow PdS+2\ HCl} }

## Eigenschaften
Palladium(II)-sulfid kristallisiert im tetragonalen Kristallsystem in der Raumgruppe P42/m (Raumgruppen-Nr. 84) mit den Gitterparametern a = 643 pm und c = 661 pm sowie acht Formeleinheiten pro Elementarzelle.